# جونیور مالاندا
جونیور مالاندا (انگلیسی: Junior Malanda؛ ۲۸ اوت ۱۹۹۴ – ۱۰ ژانویهٔ ۲۰۱۵) یک بازیکن فوتبال اهل بلژیک بود که در یک حادثه رانندگی جان خود را از دست داد .